# Hypnoidus tibetanus
Hypnoidus tibetanus là một loài bọ cánh cứng trong họ Elateridae. Loài này được Dolin & Cate miêu tả khoa học năm 1998.